# O 12-klasse

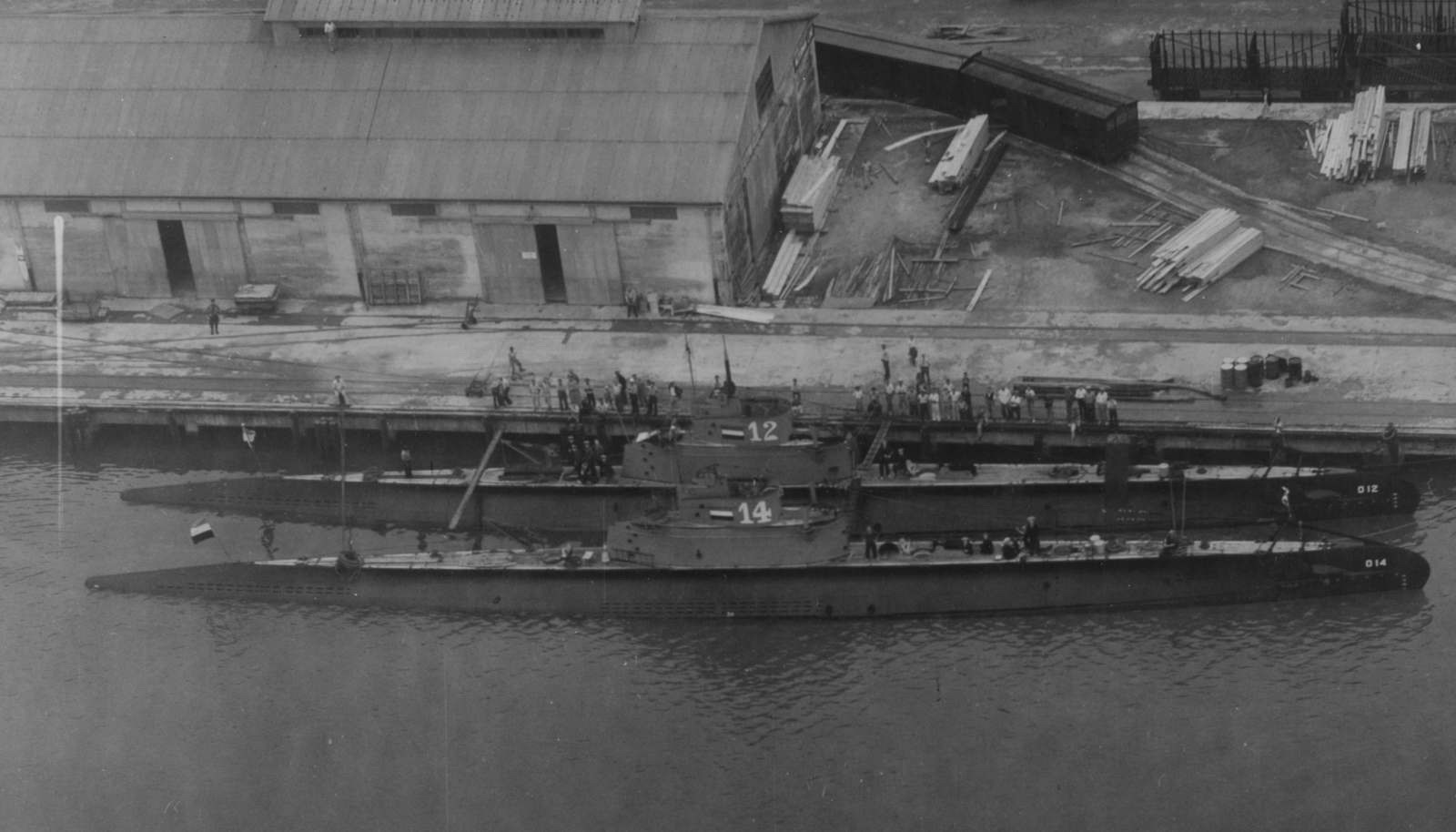
De O 12 en O 14 in de haven van San Juan (1937)

De O 12-klasse was een Nederlandse klasse van vier onderzeeboten. De klasse is vernoemd naar de eerste boot van de klasse Hr. Ms. O 12. Drie van de vier boten van de O 12-klasse zijn gebouwd door de Koninklijke Maatschappij De Schelde uit Vlissingen. De laatste boot van deze klasse de Hr. Ms. O 15 werd door Wilton-Fijenoord uit Rotterdam gebouwd. Het ontwerp is gemaakt door de Nederlandse ingenieur J.J. van der Struyff. De boten de O 12-klasse zijn ontworpen als patrouilleboten voor de Nederlandse kustwateren. De eerste boot van deze klasse kwam in dienst in 1931 en de laatste ging uit dienst in 1945.

## Technische kenmerken
De boten van de O 12-klasse hadden een afmeting van (L) 60,42 meter x (B) 6,83 meter x (H) 3,6 meter. Met een waterverplaatsing van standaard 548 ton, 610 ton boven water en 754 ton onder water. Voor de aandrijving werden 2 x 900 pk-dieselmotoren en 2 x 310 pk-elektromotoren gebruikt. De dieselmotoren van de O 12, O 13 en O 14 waren van het merk Sulzer. De O 15 werd uitgerust met twee M.A.N.-motoren. Voor de elektromotoren werd gebruikgemaakt van W. Schmitt-motoren. Boven water konden de schepen van de O 12-klasse een snelheid bereiken van 16 knopen, onder water een snelheid van 8 knopen. Om de elektromotoren van stroom te voorzien, hadden de schepen 120 batterijen die voor 3 uur 5610 Ah konden leveren. De boten konden 60 meter diep duiken.

## Bewapening
De schepen van de O 12-klasse waren bewapend met vijf 21 inch torpedobuizen, vier vóór in de boot en één achterin. Dit waren de eerste Nederlandse onderzeeboten die volledig waren uitgerust met 21 inch torpedobuizen. In totaal konden tien torpedo's worden meegenomen, dus vijf in de torpedobuizen en vijf voor het herladen. Voor de Tweede Wereldoorlog gebruikten de boten van de O 12-klasse de II53- en de III53-torpedo. Tijdens de Tweede Wereldoorlog werden deze torpedo's schaars en werd ook de Mk II-torpedo gebruikt.
De boten van de O 12-klasse waren uitgerust met 2 x 40 mm-dekkanonnen en 1 x 12,7 mm-machinegeweer. De boten waren instabiel wanneer ze aan de oppervlakte voeren. Dit probleem werd opgelost door de middelste ballasttank te vergroten en het topgewicht van de onderzeeboot te verminderen. Om het topgewicht te verminderen verwijderde men de 2 dekkanonnen.